# 常澍田
常澍田（1890年或1891年—1945年），字雨培，又名赵兰波，艺名和康，署名梦僧，男，满族，北京人，中国单弦表演艺术家。